# Hospital de San Juan de Dios (Jaén)
El Antiguo Hospital de San Juan de Dios es un edificio de la ciudad española de Jaén, situado en el casco antiguo de la misma. Fue construido en el siglo XV. Actualmente es sede de distintos servicios de la Diputación Provincial de Jaén.

## Historia
El Hospital nace de la unión de otros dos, el de la Santa Misericordia (siglo XVI) y el de San Lázaro, que en el año 1619, fueron entregados por el cabildo municipal a la Orden de San Juan de Dios, formando parte después de la Beneficencia de la Diputación Provincial hasta 1980.
Gracias a donaciones particulares y al patronazgo del Concejo Municipal, esta institución sanitaria, llegó a ser uno de los hospitales más longevos de España, y el de mayor solera en Jaén. Durante varios siglos obtuvo el mérito y honor de constituirse en un verdadero modelo asistencial que se difundió por todo el ámbito de la monarquía española. Hasta 1973, cuando todas sus instalaciones fueron trasladadas al nuevo y moderno Centro Hospitalario Princesa Sofía de España, quedando el benemérito antiguo Hospital de San Juan de Dios incomprensiblemente abandonado, expuesto al robo y pillaje, y casi arruinado. 
En 1992, el entonces Presidente de la Diputación Provincial, Cristóbal López Carvajal, en nombre de la Corporación, asumió el problema de una adecuada y definitiva sede para el Instituto de Estudios Giennenses mediante la costosa restauración del viejo hospital. El proyecto se confía al doctor Arquitecto Luis Berges Roldán, consejero del I. E. G., Arquitecto Municipal-Jefe, en el Ayuntamiento de Jaén, especialista en restauraciones arquitectónicas por la Dirección General de Bellas Artes, y medalla de honor del premio Europa Nostra por la recuperación del Palacio de Villardompardo y los Baños Árabes de Jaén.

## Arquitectura

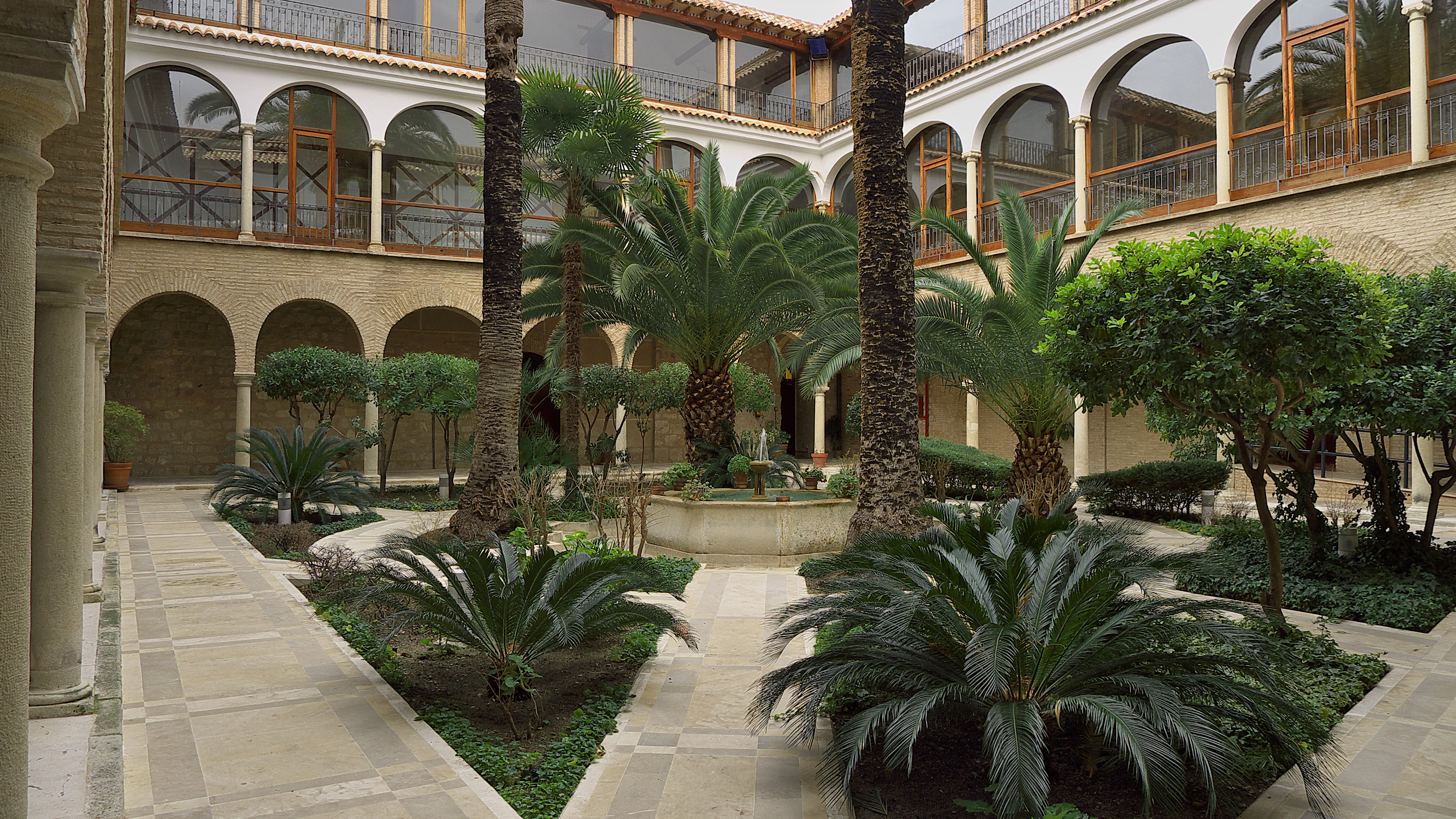
Patio

En el hospital destaca la fachada, de estilo gótico tardío y el patio, de estilo neorrenacentista andaluz, en torno al cual giran todas las edificaciones, tiene una fuente en el centro y está ajardinado, fue reformado en 1914, presenta arcos sostenidos por columnas pétreas toscanas en el claustro bajo, y jónicas en el superior. Adjunto al hospital se halla situado el paraninfo, antigua capilla de 1771 y reedificada tras el incendio de 1916, presenta una hermosa fachada del siglo XVIII.

## Sede
La Diputación Provincial lo ha recuperado para Palacio de Congresos y Exposiciones y es sede del Instituto de Estudios Giennenses, del Consejo Económico y Social de la Provincia, del Centro Documental de Temas y Autores Jiennenses y de la Fundación "Estrategias para el desarrollo económico y social de la provincia de Jaén", institución encargada de elaborar el Plan Estratégico de la provincia jiennense. 